# 波特 (加尔省)
波特（法語：Portes）是法国加尔省的一个市镇，属于阿莱斯区和拉格朗孔布县（La Grand-Combe）。该市镇总面积14.42平方公里，2009年时的人口为363人。

## 人口
波特人口变化图示